# Hyperfrontia limbata
Hyperfrontia limbata är en fjärilsart som beskrevs av Emilio Berio 1962. Hyperfrontia limbata ingår i släktet Hyperfrontia och familjen nattflyn. Inga underarter finns listade i Catalogue of Life.